# Proflavina
La proflavina, també dita diaminoacridina, és un derivat de l'acriflavina, un desinfectant bacteriostàtic contra molts bacteris gram-positius. S'ha utilitzat en forma de sals de dihidroclorur i hemisulfat com a antisèptic tòpic, i antigament s'utilitzava com a antisèptic urinari.
També se sap que la proflavina té un efecte mutagènic sobre l'ADN per intercalació entre parells de base d'àcids nucleics. Es diferencia de la majoria dels altres components mutagènics, ja que provoca delecions de parells basals o insercions de parelles basals i no substitucions. En presència de llum, la proflavina pot induir trencaments de doble cadena en l'ADN.
La proflavina absorbeix fortament a la regió blava a 445 nm (en aigua a pH 7) amb un coeficient d’extinció molar de c. 40.000.